# Dogliola
Dogliola est une commune de la province de Chieti dans les Abruzzes en Italie.

## Administration
| Période                                  | Période  | Identité             | Étiquette       | Qualité |
| ---------------------------------------- | -------- | -------------------- | --------------- | ------- |
| 30 mai 2006                              | En cours | Giovanni Giammichele | Centro-Sinistra |         |
| Les données manquantes sont à compléter. |          |                      |                 |         |

### Hameaux
Fonte Marini 

### Communes limitrophes
Fresagrandinaria, Mafalda (CB), Palmoli, Tufillo